# Moxy (groupe)
Pour les articles homonymes, voir Moxy.
Moxy est un groupe de hard rock canadien, originaire de Toronto, en Ontario.

## Histoire

### Débuts
Moxy est formé au printemps 1974 à Toronto, Ontario, Canada, sur la base de deux groupes Leigh Ashford (Douglas « Buzz » Shearman et Earl Johnson) et Outlaw Music (Terry Juric et Bill Wade). Le groupe continuera à s'appeler Leigh Ashford jusqu'à la fin de l'année 1974, mais la nouvelle direction musicale plus hard et heavy leur fera changer leur nom en Moxy.
Le groupe signe un contrat avec Polydor  et peu après entre en studio pour l'enregistrement de son premier album intitulé sobrement Moxy. Celui-ci est enregistré en deux semaines à peine, à Van Nuys en Californie. Le groupe bénéficie d'un sérieux coup de main de Tommy Bolin qui enregistrait son propre album Teaser dans le studio voisin. Celui-ci enregistre pratiquement tous les soli de l'album. La combinaison à deux guitaristes plait au groupe et celui-ci engage Buddy Caine (ex-Outlaw Music) pour tenir la deuxième guitare.

### Moxy II
Deux mois seulement après la sortie de Moxy aux États-Unis, le groupe se retrouva déjà en studio à Toronto avec le producteur d'Aerosmith, Jack Douglas. L'album sera appelé Moxy II et après sa sortie en 1976, le groupe tournera intensément au Canada et aux États-Unis en compagnie entre autres de Black Sabbath et de Boston.
En 1976, le groupe publie son deuxième album, Moxy II. À la fin 1976, Moxy joue en Ontario, au Québec et dans les Maritimes. Ils jouent ensuite au Texas en ouverture pour Black Sabbath et Boston, sauf à la nouvelle Convention Center Arena de San Antonio  le 24 octobre 1976, où Boston joue en ouverture. Le 17 novembre 1976, Take it or Leave It atteint la 14e place du top 30 CHUM AM à Toronto et au Texas Midnight Flight, Cause there's Another et Take it or Leave It sont longtemps diffusés à la radio locale. Moxy tourne ensuite en Californie, dans l'Illinois et dans le Missouri. Cause There's Another atteint la 16e place de la radio CHUM (AM) le 26 mars 1977.

### Ridin' High
En mars 1977, le groupe retourne au Soundstage studio à Toronto avec Jack Douglas pour enregistrer Ridin' High, son troisième opus. La tournée qui suit la sortie de l'album est intense, et le chanteur Buzz Shearman connait des problèmes avec ses cordes vocales. Il est aidé régulièrement par Brian Maxim pour assurer les notes les plus hautes. Buzz quitte le groupe à la fin de la tournée, ses problèmes vocaux allant de mal en pis. Il est remplacé par Michael Rynoski qui changera son nom en Mike Reno lorsqu'il rejoindra Loverboy.
Moxy enregistre son quatrième album studio, Under the Lights en 1978, mais sans Bill Wade, remplacé par Danny Bilan. Earl Johnson quitte lui aussi le groupe peu après la sortie de l'album. Moxy tourne encore au Canada, et est rejoint par Buzz Shearman à la fin 1979. Celui-ci aura même l'opportunité de succéder à Bon Scott au sein d'AC/DC mais l'état de ses cordes vocales l'en empêcheront,. Buzz quittera alors le monde du rock pour se trouver un travail à temps plein. Il se tuera le 16 juin 1983 au guidon de sa Harley-Davidson lors d'une collision avec un camion. Il avait 33 ans. Sa veuve Valerie réunira les musiciens originaux de Moxy pour l'enregistrement d'un album hommage qui comprendra trois titres inédits, A Tribute to Buzz Shearman. Elle sera aussi à l'origine de la réédition de tous les albums de Moxy sur Pacemaker Records, y compris la compilation Best of Moxy: Self-Destruction au milieu des années 1990.

### Retour
En 1999, Bill Wade réunit, dans son studio d'enregistrement, ses anciens comparses pour produire un nouvel album de Moxy. Celui sort en 2000, et est intitulé Moxy V, Brian Maxim assure toutes les parties vocales. Peu après la sortie de l'album, Bill Wade tombe gravement malade. Terry Juric, incapable de jouer en public, est lui aussi remplacé. La nouvelle section rythmique est composée de Jim Samson (basse) et Kim Hunt (batterie). Bill Wade décède des suites de son cancer le 21 juillet 2001. Le groupe tourne régulièrement au Canada et au Texas dans les années 2000, et en 2002 sort un album live, Raw. Il sera enregistré dans un entrepôt de Pickering, Ontario devant un public d'invités. Cependant, sur l'intro du premier titre Midnight Flight, on peut entendre l'annonceur dire : « Good Evening San Antonio.... »
En 2003, Brian Maxim quitte le groupe et sera remplacé par Alex Machin. Le groupe continue à tourner sans enregistrer de nouvel album. En 2008, Buddy Caine quitte lui aussi Moxy. Earl Johnson en est le seul membre original à cette heure.
Pour le quarantième anniversaire de Moxy, une nouvelle formation est assemblée par Earl Johnson. Un nouveau CD/DVD intitulé 40 Years and Still Ridin' High est publié en 2015 et fait participer le chanteur Nick Walsh, Alexis Von Kraven (batterie), Rob Robbins (guitare, chœurs) et Rod Albon (basse). Moxy signe avec le label Perris Records pour les distributions nord-américaines et sud-américaines. En Europe, le CD/DVD est publié par Escape Music label. La première presse est limitée à 2 000 exemplaires et comprend un DVD live DVD dans un triple coffret CD.

## Membres

### Membres actuels
- Earl Johnson - guitare (1974-1978, depuis 1999)
- Jim Samson - basse (depuis 1999)
- Kim Hunt - batterie, percussions (depuis 2000)

### Anciens membres
- Michael Rynoski - chant (1978)
- Douglas « Buzz » Shearman - chant (1974-1977, 1979-1983)
- Terry Juric - basse (1974-1983)
- Danny Bilan - batterie, percussions (1978-1983)
- Bill Wade - batterie, percussions (1974-1978, 1999-2000)
- Brian Maxim - chant (1999-2003)
- Buddy Caine - guitares (1975-1983, 1999-2008)
- Alex Machin - chant (2003-2008)

## Discographie
- 1975 : Moxy
- 1976 : Moxy II
- 1977 : Ridin' High
- 1978 : Under the Lights
- 1984 : A Tribute to Buzz Shearman (compilation)
- 1993 : Best of Moxy: Self-Destruction
- 2000 : Moxy V
- 2002 : Raw (album live)
- 2009 : You Can't Stop the Music (single)
- 2009 : You Can't Stop the Music... the Buzz Shearman Years' (DVD)
- 2015 : 40 Years and Still Riding High (CD/DVD live)